# Streblocera spiniscapa
Streblocera spiniscapa är en stekelart som beskrevs av De Saeger 1949. Streblocera spiniscapa ingår i släktet Streblocera och familjen bracksteklar. Inga underarter finns listade i Catalogue of Life.